# Laino
Laino (lombardul: Lain) település Olaszországban, Lombardia régióban, Como megyében. Lakosainak száma 540 fő (2023. január 1.). Laino Blessagno, Colonno, Ponna, Centro Valle Intelvi, Claino con Osteno, Alta Valle Intelvi és Pigra községekkel határos.

## Népesség
A település lakossága az elmúlt években az alábbi módon változott:
| Lakosok száma | 484  | 516  | 540  |
|               | 2017 | 2018 | 2023 |